# Большое Подберезье
Большое Подберезье — село в Кайбицком районе Татарстана, центр Большеподберезинского сельского поселения. Располагается на реке Бирля (левом притоке Свияги), в 18 км юго-западнее районного центра — Больших Кайбиц.

## История
Основано во второй половине XVI века.
В 1944-1956 годах являлось центром Подберезинского района Татарской АССР.

## Население
- 1989—860
- 1997—878
- 2010—730

Национальный состав
На 2002 год: русские — 93 %, татары — 4 % и чуваши — 3 %.
На 2010 год: русские — 92%, татары — 4% и чуваши - 3%, также проживают таджики и азербайджанцы.

## Инфраструктура
- Средняя школа (основана в 1836 году[3])

## Русская православная церковь
- Молитвенный дом преподобного Сергия Радонежского[4]
- Церковь Преподобного Сергия Радонежского

## Люди, связанные с селом
В селе родились:
- Андрей Евдокимович Кошкин — Герой Советского Союза[5].
- Дамир Сиразиев – режиссер, активист татарского национального движения, политик.